# 在日ベルギー人
在日ベルギー人（ざいにちベルギーじん）は、日本に一定期間在住するベルギー国籍の人々である。

## 統計
日本の法務省の在留外国人統計によると、2023年12月末時点で在日ベルギー人は1083人である。
在留資格別（5位まで）
| 順位 | 在留資格                 | 人数 |
| ---- | ------------------------ | ---- |
| 1    | 永住者                   | 284  |
| 2    | 留学                     | 198  |
| 3    | 技術・人文知識・国際業務 | 190  |
| 4    | 日本人の配偶者等         | 189  |
| 5    | 家族滞在                 | 65   |

都道府県別（6位まで）
| 順位 | 都道府県 | 人数 |
| ---- | -------- | ---- |
| 1    | 東京     | 445  |
| 2    | 神奈川   | 112  |
| 3    | 兵庫     | 70   |
| 4    | 京都     | 67   |
| 5    | 大阪     | 50   |
| 6    | 愛知     | 46   |
| 6    | 千葉     | 45   |

## 著名人
- ケヴィン・オリス
- フレデリック・クレインス
- ロレンツォ・スターレンス